# Евсеев, Александр Александрович
Евсе́ев Алекса́ндр Алекса́ндрович (16 сентября 1926, Нижняя Чернавка, Саратовская губерния — 13 апреля 1945, Восточная Пруссия) — старший сержант, старший разведчик миномётного полка, Герой Советского Союза.

## Биография
Родился 16 сентября 1926 года в селе Нижняя Чернавка в семье рабочего, русский. С 1937 жил в городе Кушка Туркменистана. Образование неполное среднее. С 1942 — воспитанник воинской части.
В боях Великой Отечественной войны с января 1943. Старший разведчик 12-го миномётного полка (43-я миномётная бригада, 3-я гвардейская артиллерийская дивизия, 5-й артиллерийский корпус прорыва, 43-я армия, 3-й Белорусский фронт) старший сержант Евсеев отличился 13 апреля 1945 у деревни Наутцвинкель (12 км западнее г. Калининград). В составе группы разведчиков вступил в бой с крупными силами противника, лично уничтожил свыше 10 гитлеровцев. Был тяжело ранен и попал в плен, где был зверски убит фашистами.

 Отряд немцев …… численностью в 500 человек прорвался к огневым позициям 12-го минометного полка. Первым поднял тревогу оказавшийся на пути гитлеровцев восемнадцатилетний связист старший сержант А. А. Евсеев. Окруженный фашистами, он открыл огонь, расстреливая их в упор. Ему кричали: «Рус, сдавайся!». Но боец на каждую попытку немцев приблизиться отвечал сильным огнём. Когда патроны кончились, юноша подпустил врагов вплотную и, ворвавшись в их гущу, бросил себе под ноги две ручные гранаты.
— Герой Советского Союза  Маршал Советского Союза   Баграмян И.Х.  Так  шли мы к победе. -  М: Воениздат, 1977.- С.568.
Звание Героя Советского Союза присвоено 29 июня 1945 посмертно.
Похоронен в братской могиле в посёлке Взморье Светловского горсовета Калининградской области.

## Награды
- Медаль «Золотая Звезда» Героя Советского Союза;
- орден Ленина;
- орден Славы 3 степени;
- медаль.

## Память
Имя А. А. Евсеева носят:
- траулер;
- улица в г. Вольске (Саши Евсеева);
- улица в посёлке Взморье;
- улица в селе Нижняя Чернавка;
- памятник на месте, где стоял дом, в селе Нижняя Чернавка.